# Mont Sainte-Anne
Pour les articles homonymes, voir Mont Sainte-Anne (homonymie).
Ne doit pas être confondu avec Mont Anne.
Le mont Sainte-Anne, 803 mètres d'altitude, est situé dans la ville de Beaupré au Québec, à environ 40 km à l'est de Québec.
Cette montagne fait partie de la chaîne des Laurentides du bouclier canadien et a donné son nom à la station de sports d'hiver de Mont-Sainte-Anne qui accueille depuis 1966 des compétitions internationales de ski alpin et de vélo de montagne.

## Activités sportives

### Ski alpin et planche à neige
Hôte de plusieurs Coupes du Monde et reconnu notamment pour la grande qualité de son terrain skiable pour experts, Mont-Sainte-Anne propose à toutes les catégories de skieurs et planchistes, un grand choix de pistes correspondant à leurs capacités. Réparties sur trois versants de la montagne, les 71 pistes couvrent une superficie de 222 hectares et une longueur de 73 km, avec une dénivellation de 625 mètres et 9 remontées mécaniques. En soirée, 20 pistes accueillent les amateurs, avec la plus haute dénivellation éclairée au Canada. Le sommet de la station reçoit en moyenne environ 480 cm de neige par année.

### Coupe du monde de ski alpin
Le Mont-Sainte-Anne fut l'hôte de plusieurs épreuves de la Coupe du monde de ski alpin, soit 6 fois pour les hommes (1969 ; 1971 ; 1973 ; 1976 ; 1980 ; 1990) et 6 fois chez les femmes (1969; 1971 ; 1973 ; 1976 ; 1980 ; 1984). La Fédération internationale de ski a certifié 10 pistes de la montagne pour des épreuves de slalom ou slalom géant et une de ces pistes pour la descente.

### Coupe du monde de snowboard cross
Le mont Sainte-Anne a accueilli en 2023 la Coupe, appelée Bataille Royale. Elle comprend deux compétitions, une Coupe du monde individuelle et une Coupe du monde par équipe. Les coureurs s'affrontent lors de qualifications chronométrées et de finales à élimination directe pour remporter des prix en espèces ainsi que des points pour le classement mondial et la qualification olympique.
Il est prévu que l'événement revienne les années suivantes.

### Ski de fond
Le centre de ski de fond Mont-Sainte-Anne comprend 200 km de sentiers pour le pas classique et 191 km pour le pas de patin. il est situé à 7 km à l'est de la station de ski alpin et comprend une piste qui relie le pied de la montagne au centre de ski de fond proprement dit.

### Vélo de montagne
Mont-Sainte-Anne offre aux amateurs de vélo de montagne un réseau de sentiers de fort calibre, un des plus importants de l'est du Canada.
| |  |  |
| Le 26 juillet 2009 à 08:27, départ de la Coupe du monde féminine, début de la pluie. À 09:07, Marie-Hélène Prémont entreprend une descente difficile. |  |  |

.
Hôte de la Coupe du monde de vélo de montagne depuis ses premiers jours, en 1991, Mont-Sainte-Anne est également l'hôte des Championnats du monde de VTT et de trial à deux reprises, en septembre 1998 et en septembre 2010.

### Randonnée pédestre
La station possède aussi 42 kilomètres de sentiers pédestres.

### Vol libre
Pour les amateurs de vol libre, sept décollages sont disponibles selon les conditions de vol, ainsi que trois atterrissages officiels et quatre de secours. Une école professionnelle est ouverte toute l'année. Il existe une pente école spécialement aménagée et plusieurs pistes pour les pratiques au sol. Une remontés mécanique ouverte 11 mois par an permet de voler plusieurs fois par jour. Un chemin donne accès au sommet lors de la fermeture des gondoles.

## Historique
C’est avec 10 pistes et 4 remontées mécaniques (dont une télécabine) qu’était inauguré en grande pompe le Mont-Sainte-Anne le 16 janvier 1966 en tant que centre de ski alpin, alors propriété de la Ville de Beaupré. Cette même année, la station faisait déjà son entrée sur la scène mondiale avec le Du Maurier International, suivi l’année suivante par les premiers Jeux d'hiver canadiens.
Le ski au mont Sainte-Anne remonte toutefois aux années 1940. Des bénévoles, skieurs de Québec et de Beaupré, défrichaient la première piste à l’automne 1943. Trois ans plus tard, on assistait à une première compétition de ski, les compétiteurs devant alors effectuer l’ascension de la montagne à pied, leur équipement en mains. La seule piste disponible était tracée et damée « à bras et à pied » par les bénévoles.
En février 2020, les cabines du mont Sainte-Anne ont connu un bris mécanique causant 21 blessés ainsi que de nombreux mécontents.
En décembre 2022, la chute d’une télécabine de « L'Étoile filante » due à une erreur humaine entraîne, sous l’ordre de la Régie du bâtiment (RBQ), la fermeture presque complète de la station de ski pour 23 jours « afin de s’assurer de la sécurité du public » — seules les pentes écoles desservies par les tapis magiques de la montagne ont été ouvertes. Du 16 décembre au 7 janvier 2023, les cinq remontées aériennes de la station ont été fermées de force, et quatre d'entre elles ont pu rouvrir après que le mont Sainte-Anne eut fourni « une attestation de sécurité signée par un ingénieur pour les remontées mécaniques aériennes débrayables ». Dans un communiqué datant du 7 avril 2023, la RBQ annonce qu'elle « lève l'ordonnance au mont Sainte-Anne » visant la remontée construite en 1989, puisqu'elle « a reçu l’ensemble des éléments exigés, notamment une attestation de sécurité signée par un ingénieur et validée par la RBQ, satisfaisant ainsi à toutes les conditions de l’ordonnance. » L'une des plus vieilles télécabines au Canada encore en activité a donc été fermée pendant 119 jours, soit du 10 décembre 2022 au 7 avril 2023, affectant grandement le domaine skiable qui a vu sa remontée principale être fermée pour une bonne partie de la saison de ski 2022-2023.

### Propriété publique (1970–1994)
En 1970, le gouvernement du Québec prend possession de la montagne en créant le Parc du Mont-Sainte-Anne. La même année, la station développe le versant nord de la montagne et en 1973, le versant ouest. En 1983, la station procède à l'installation d'un système d'enneigement artificiel.
En 1985, le gouvernement cède le Parc à la Sépaq (une société d'État nouvellement créée). À la fin des années 1980, de nombreux investissements sont faits dans la station, dont l'installation de deux télésièges débrayables, d'un nouveau chalet dans le secteur expert, l'éclairage d'une quinzaine de pistes pour permettre le ski de soirée de même que l'installation d'une télécabine débrayable à 8 passagers, en plus de l'ajout de nouvelles pistes.

### Privatisation (1994)
Le ministre des Finances André Bourbeau annonce dans le budget 1994 la relance du programme de privatisations. En août 1994, le gouvernement annonce la privatisation du Mont-Sainte-Anne par une vente à un consortium mené par Club Resort, en association avec la station de ski Bromont. André Bourbeau déclare que la décision de vendre le parc est irrévocable alors que des élections sont prévues quelques semaines plus tard.
Après l'alternance issue des élections, le gouvernement Parizeau commande un rapport d'expert sur deux opérations de privatisation (dont celle du Mont-Saint-Anne). Le rapport remis en mars 1995 indique que la privatisation s'est opérée à un mauvais moment et que le gouvernement du Québec a obtenu un prix plus bas que ce qu'il aurait pu espérer. Le rapport pointe cependant qu'aucune malversation ou favoritisme n'a été identifié. Le gouvernement Parizeau annonce alors qu'il ne rouvrira pas les transactions en question.
En juillet 1999, la station est vendue à Resorts of the Canadian Rockies.
Depuis la privatisation de 1994, les investissements ont surtout porté sur l'aménagement de nouvelles pistes en sous-bois et sur la modernisation du système d'enneigement artificiel. Cependant, à l'automne 2008, un litige est finalement réglé entre la Sépaq et Resorts of the Canadian Rockies concernant la valeur des terrains du Parc du Mont-Sainte-Anne. Celui-ci durait depuis la privatisation de 1994. Ce règlement ouvre la porte à des investissements de 150 millions $ au cours des prochaines années afin d'augmenter la clientèle de la station.